# Венера Виллендорфская
Вене́ра Виллендо́рфская (нем. Venus von Willendorf) — женская статуэтка, обнаруженная в одном из древних захоронений граветтской культуры близ местечка Виллендорф в Вахау, посёлке коммуны Агсбах, в Австрии археологом Йозефом Сомбати 7 августа 1908 года. Вместе с гальгенбергской венерой экспонируется в венском Музее естествознания (Австрия).

## Описание
Статуэтка высотой 11,1 см вырезана из оолитового известняка, который не встречается в данной местности (что говорит, возможно, о передвижениях древних народов), и подкрашена красной охрой. По данным 2015 года, возраст статуэтки насчитывает 29 500 лет. Почти ничего не известно ни о месте, ни о методе изготовления, ни о культурном назначении данной статуэтки.
Фигура женщины выполнена в реалистическом стиле. Её грудь, живот и бёдра имеют большие округлые формы. Чётко выраженные линии подчёркивают пупок, половые органы и руки, сложенные на груди. На голове видны хорошо вырезанные волосы или головной убор; черты лица при этом полностью отсутствуют.
Некоторые специалисты отождествляют её с Матерью-Землёй — хтонической богиней плодородия, по некоторым современным представлениям, почитавшейся в доиндоевропейской Европе. На 2005 год стоимость статуэтки оценивалась в 60 млн долларов.
В 2022 году группа исследователей выяснила происхождение известняка, из которого выполнена статуэтка. По данным исследования, известняк может происходить из места неподалёку от озера Гарда в Южных Альпах (Италия), что позволяет сделать вывод о высокой мобильности граветтийского населения.

## В культуре

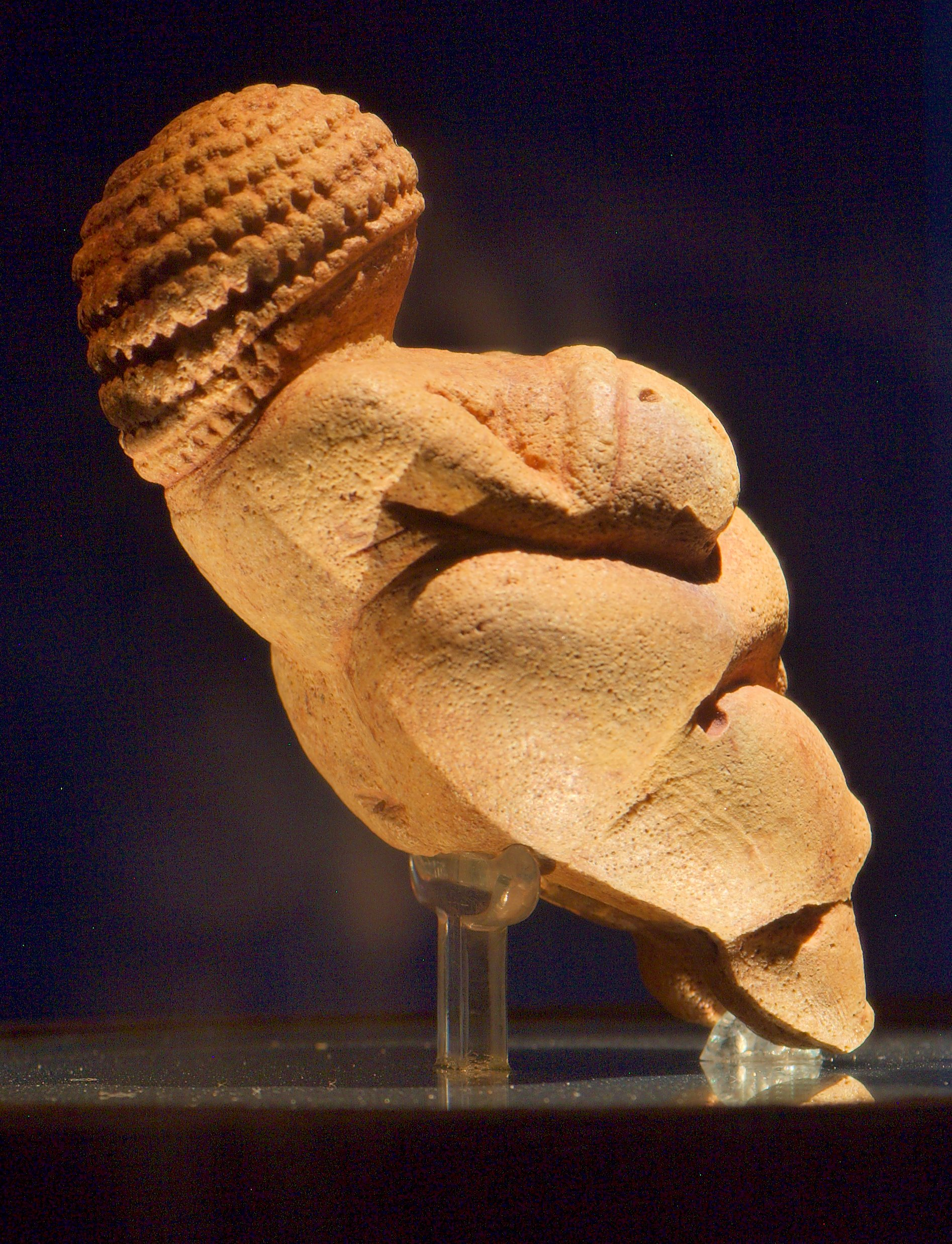
Вид сбоку

- Художник Джефф Кунс в сотрудничестве с Dom Pérignon Champagne разработал на основе абстрактной копии фигуры Венеры Виллендорфской специальную серию сосудов для шампанского (2013)[3].
- Венера Виллендорфская фигурирует в сериале «Молодой Папа» (2016) как объект постоянного интереса государственного секретаря Святого Престола[4].
- В спектакле «Донжуан» Московского академического театра имени Владимира Маяковского (2018) используется ростовая кукла, созданная на основе образа статуэтки. Она появляется в финале спектакля и символизирует Праматерь[5].
- В августе 2008 года к 100-летию обнаружения статуэтки почта Австрии выпустила специальный почтовый блок с одной голографической маркой — изображение Венеры Виллендорфской на марке состоит из 80 отдельных изображений и создаёт трёхмерный эффект[6].
- В художественном фильме «Тринадцатый воин» по роману Майкла Крайтона Венера Виллендорфская использовалась как образец для создания фигурки матери-прародительницы — «мать вендалов». В фильме фигурка изготавливалась из металла и не имела головы.
- В мультфильме 2018 года «Седер-мазохизм» показана анимированная Венера Виллендорфская наряду с другими танцующими богинями.